# Йонко Цонев
Йонко Цонев е театрален режисьор.

## Биография и творчество
Роден е на 18 юли 1980 г. в град София. Завършва „Театрална режисура“ в НАТФИЗ „Кръстьо Сарафов“ в класа на професор Снежина Танковска през 2006 година.
Поставил е над 15 пиеси в градовете София, Перник, Дупница, Сливен и Кърджали. Асистент-режисьор на 5 постановки. Автор на няколко пиеси.
Част от театралните проекти, в които участва са:
- „Лека форма на тежка депресия“ по Станислав Стратиев,
- „Буре барут“ от Деян Дуковски,
- „Целуни ме“ от Анна Петрова,
- „Дон Жуан или завещанието на стария женкар“ от Анатолий Крим,
- „Калпаците“ от Панчо Панчев,
- „Как Писар Тричко не се ожени за Царкиня Кита, с китка накитена“ от Никола Русев,
- „Надолу“ – авторски спектакъл,
- „Психологически портрет на света“ – авторски спектакъл,
- „Подземни чайки“ от Алфонсо Вайехо,
- „Вечеря за тъпаци“ от Франсис Вебер,
- „Фокус 07“ по Радой Ралин,
- „Таблата“ от Димитрис Кехаидис,
- „Римска баня“ от Станислав Стратиев,
- „$10000 в левия вътрешен джоб“ по Душан Ковачевич,
- „Онова нещо“ от Христо Бойчев,
- „Коя е жертвата“ и др.